# Atlajque
Atlajque är en ort i Mexiko.   Den ligger i kommunen Tamazunchale och delstaten San Luis Potosí, i den sydöstra delen av landet, 200 km norr om huvudstaden Mexico City. Atlajque ligger 171 meter över havet och antalet invånare är 700.
Terrängen runt Atlajque är kuperad österut, men västerut är den bergig. Atlajque ligger nere i en dal. Runt Atlajque är det ganska tätbefolkat, med 56 invånare per kvadratkilometer. Närmaste större samhälle är Tamazunchale, 5,3 km norr om Atlajque. I omgivningarna runt Atlajque växer huvudsakligen savannskog.